# كارول هاردي
كارول هاردي (بالإنجليزية: Carroll Hardy) هو لاعب كرة قاعدة أمريكي، ولد في 18 مايو 1933 في ستورجيس في الولايات المتحدة.

## وصلات خارجية
- كارول هاردي على موقع دوري كرة القاعدة الرئيسي (الإنجليزية)
- كارول هاردي على موقعبيزبول رفرنس.كوم (الدوري الرئيسي) (الإنجليزية)
- كارول هاردي على موقعبيزبول رفرنس.كوم (الدوري الثانوي) (الإنجليزية)
- كارول هاردي على موقع مشجعي الرسوم البيانية (الإنجليزية)
- كارول هاردي على موقع مرجع كرة القدم المحترفة.كوم (الإنجليزية)
- كارول هاردي على موقع قاعة داكوتا الجنوبية للمشاهير الرياضية (الإنجليزية)